# Асен Кръстев
Асен Ивков Кръстев е български офицер, генерал-майор.

## Биография
Роден е на 21 септември 1893 г. в Брезник. Завършва Военното училище в София през 1914 г. Службата си започва в първи гаубичен полк. Известно време е в бреговото артилерийско отделение на флота и в двадесет и четвърти пехотен полк. Служи в 7-о полско артилерийско отделение и от 1930 г. е на служба в 4-ти дивизионен артилерийски полк, като по-късно същата година е на служба във 2-ри армейски артилерийски полк. След това през същата година е назначен за преподавател във Военното училище. През 1928 г. завършва Генералщабна академия.
През 1931 г. майор Асен Кръстев е назначен за началник на секция в щаба на армията, на 3 септември 1932 г. е произведен в чин подполковник, а от 1933 г. е назначен за адютант на 2-ра пехотна тракийска дивизия. През 1934 година е назначен за инспектор на класовете във Военното училище, по-късно същата година е изпратен за военен аташе в Москва (17 октомври 1934 – 8 февруари 1937). Уволнен от армията през 1935 г. с чин майор или през 1937 г. с чин подполковник. След това работи като журналист. От 1936 г. е помощник-командир на шеста пехотна бдинска дивизия, като на 3 октомври е произведен в чин полковник. На 3 октомври 1941 г. е произведен в чин генерал-майор. Според справка на Държавна сигурност е произведен в чин генерал-майор след 9 септември 1944 г. по предложение на звенара Петко Стоянов 
В периода 14 септември 1944 – 21 януари 1945 е командир на трета армия. През 1945 е назначен за офицер за свръзка в щаба на трети украински фронт. През 1945 става командир на четвърта армия. Същата година е направен началник на спомагателни войски. В периода 23 юли 1945 – 1947 е началник на тила на българската армия. Между 1948 и 1951 г. е началник на Военната академия „Г.С.Раковски“ в София. След това е началник на Историческия отдел при Министерството на народната отбрана. Старши преподавател по военна история във Военнотехническата академия. През 1951 г. е взет на предварителна разработка под псевдоним „Консула“ от Държавна сигурност. Излиза в запаса през 1956 г. Награден с орден „Отечественной войны“ 1 ст. (1945).

## Военни звания
- Подпоручик (25 август 1915)
- Поручик (30 май 1917)
- Капитан (1 май 1920)
- Майор (3 септември 1928)
- Подполковник (3 септември 1932)
- Полковник (3 октомври 1936)
- Генерал-майор (3 октомври 1941)